# Zombies (2018)
Zombies ist ein US-amerikanischer Musical-Fernsehfilm der Walt Disney Company aus dem Jahr 2018. Der Disney Channel Original Movie wurde am 16. Februar 2018 in den USA veröffentlicht. In Deutschland war er am 30. April 2018 auf Disney Cinemagic zu sehen.

## Handlung
Der Film spielt im fiktiven Ort Seabrook, einer heilen Gemeinschaft mit putzmunterer Konformität, 50 Jahre nach einer Zombie-Apokalypse. Heute stellen die Zombies keine Bedrohung mehr dar, müssen aber räumlich getrennt in Zombietown leben; einer isolierten heruntergekommenen Gemeinschaft, die von ihrem einzigartigen kreativen Geist durchdrungen ist. Als es Zombies endlich wieder gestattet ist, die Seabrook High School zu besuchen, trifft der charmante und charismatische Zombie Zed, der entschlossen ist, Football zu spielen, auf Addison, die davon träumt, Cheerleader zu werden und somit den höchsten Status in Seabrook zu erringen. 
Addison freundet sich mit Zed an und beginnt eine geheime Beziehung mit ihm. Bucky, Addisons Cousin, der das Cheerleader-Team leitet, ist eifersüchtig auf Zeds Popularität und versucht alles um ihn schlecht zu machen. Zed wird ins Footbool-Team aufgenommen, nachdem Eliza die sogenannte Z-Bands, Armbänder für Zombies, gehackt und manipuliert hat. Am Tag des Homecoming-Spiels erfährt Bucky von Zeds Z-Band-Hack und lässt seine Anhänger Stacey, Tracey und Lacey Elizas Laptop stehlen, um die Z-Bands zu hacken. Sie haben Erfolg, was dazu führt, dass Zed, Eliza und Bonzo zu "vollen Zombies" werden und von der Zombie-Patrouille weggebracht werden.
Die meisten Cheerleader, einschließlich Addison und ihre Freundin Bree, zeigen ihre Sympathie für die Zombies. Außerdem erzählt Addison der Menge, dass es Bucky und seine Anhänger waren, die Zed dazu brachten, sich in einen vollständigen Zombie zu verwandeln. Dann reißt sie ihre Perücke ab und legt ihr natürlich weißes Haar frei, das sie versteckt hatte, weil die Bewohner von Seabrook gegen alles außergewöhnliches sind.
Bucky schließt daraufhin alle Cheerleader, die Zombies unterstützen, vom Training aus. Als der Cheerleader-Wettbewerb näher rückt, will Eliza den Wettbewerb aus Wut auf Bucky sabotieren. Sie wird jedoch von Zed und Bonzo aufgehalten. Da Buckys Team zu wenig Mitglieder hat, können sie nicht teilnehmen. Zoey, Zeds kleine Schwester, versucht ihm zu helfen. Zuerst wird Zoey von der Menge ausgebuht, aber mit der Hilfe von Addison und Zed kommen die Zombies und Cheerleader zusammen und werden von der Menge gefeiert. Am Ende feiern die Zombies und Mensch eine große Party in Zombietown.

## Produktion
Die Produktion begann im Mai 2017. Innerhalb von 10 Wochen wurde der Film im Toronto produziert.

## Soundtrack
Der Soundtrack zum Film wurde am 2. August 2019 in den Vereinigten Staaten und in Deutschland veröffentlicht und beinhaltet folgende Songs:
1. My Year – Cast of Zombies
2. Fired UP – Cast of Zombies
3. Someday – Milo Manheim & Meg Donnelly
4. BAMM – Milo Manheim, Meg Donnelly & Kylee Russell
5. Someday – Ballad – Milo Manheim & Meg Donnelly
6. Stand – Meg Donnelly & Trevor Tordjman
7. Fired Up – Competition – Cast of Zombies
8. BAMM – Zombie Block Party – Cast of Zombies
9. Our Year – Cast of Zombies
10. Pep Rally – Cast of Zombies

## Veröffentlichung
Die Erstausstrahlung auf dem US-amerikanischen Disney Channel am 16. Februar 2018 verfolgten 2,57 Millionen Zuschauer, was ihn somit zum erfolgreichsten Disney Channel Original Movie des Jahres machte. Die deutsche Erstausstrahlung fand am 30. April 2018 auf Disney Cinemagic statt. Im Free-TV lief der Film am 9. August 2018 auf ProSieben und am 31. Oktober 2018 auf dem deutschen Disney Channel. Die DVD-Veröffentlichung in Deutschland folgte am 8. November 2018.

## Fortsetzungen
Im Februar 2019 wurde eine Fortsetzung angekündigt. Die Erstausstrahlung in den Vereinigten Staaten von Zombies 2 fand am 14. Februar 2020 statt. Bei seiner Erstausstrahlung erreichte der Film 2,46 Millionen Zuschauer und ein Zielgruppen-Rating der 18- bis 49-Jährigen von 0,52.
Im März 2021 wurde bekanntgegeben, dass es einen dritten Teil geben wird. Die Dreharbeiten starteten am 31. Mai 2021 in Toronto.
Zombies 3 erschien als einziger Teil der Reihe zunächst auf Disney+ am 15. Juli 2022. Die US-Amerikanische TV Premiere erfolgte am 12. August 2022 auf dem Disney Channel. Die deutsche Erstausstattung lief am 12. Oktober 2022 auf dem deutschen Disney Channel. 
Zombies 4: Dawn of the Vampires lief am 10. Juli 2025 auf dem Disney Channel in den Vereinigten Staaten und erschien am 11. Juli weltweit auf Disney+.